# Protaphis ignatii
Protaphis ignatii är en insektsart. Protaphis ignatii ingår i släktet Protaphis och familjen långrörsbladlöss. Inga underarter finns listade i Catalogue of Life.